# Faucheocolax
Faucheocolax, monotipski rod crvenih algi iz porodice Faucheaceae, dio reda Rhodymeniales. Opisan je 1923. i taksonomski je priznat. 
Jedini predstavnik je morska alga F. attenuatus uz obale Kalifornije i Washingtona.